# 弱点 (电影)
是一部2009年上映的美国励志电影，由半自传改编而成，主演桑德拉·布洛克由此首夺奥斯卡影后。

## 简述
本片是根据迈克尔·刘易斯2006年出版的书《弱點：比賽進程》改编而成的。故事的主角是目前在国家美式足球联盟（NFL）卡罗来纳黑豹效力的进攻截锋迈克尔·奥赫。电影主要进述了奥赫在温盖特基督教学校（Wingate Christian School，即现实中的布赖尔克雷斯基督教学校）的成长经历，以及他被莉莉安·圖伊（Leigh Anne Tuohy）和尚恩·圖伊（Sean Tuohy）夫妇收养并最终进入大学美式足球队的故事。女星桑德拉·布洛克凭借本片得到了金球奖剧情类最佳女主角、美国演员工会奖最佳女主角和奥斯卡最佳女主角奖。本片还得到了奥斯卡最佳影片奖提名。

## 劇情
過去的17年來，麥可·奧赫曾在不同的寄養家庭中居住，每一次被送到新的家庭時，他都會逃走。麥可的某個朋友的父親收留了麥可，讓他在家裡過夜，某日，這位父親為了讓自己的兒子進入溫格基督學校，所以連帶向該校運動教練推薦麥可的運動長才，教練對麥克的天份驚為天人，便極力說服校長以及招生委員會，於是麥可得以進入這個學校就讀。
入學後，每個老師都認為麥可的程度很差，但麥可的自然老師卻拿出麥可丟在垃圾桶中的文章，顯示麥可有在聽講，只是不知道該怎麼書寫答案。直到他遇到了尚·圖伊二世（SJ）。SJ的母親莉莉安·圖伊是一名個性直率的室內設計師，對SJ和女兒柯林絲開明卻教養甚嚴，莉莉安的丈夫尚恩·圖伊，則是靠籃球運動員推薦獎學金完成密西西比大學學業的商人。感恩節前夕，莉莉安跟尚參加完SJ的表演會正準備回家，穿著短袖短褲的麥克在寒冷刺骨的天氣中顫抖，尚詢問麥可他要去哪，莉莉安發現麥可無家可歸，對這樣的處境感到同情，當晚就收留了麥可。隔日早晨，莉莉安發現麥可一早就把客廳收整齊後離去，追到門外，詢問麥可要不要與他們一家人共度感恩節。漸漸地，麥可成為了圖伊家的一份子，莉莉安的朋友們警告她麥可的出現會影響SJ和柯林絲的社交生活，但柯林絲表示SJ很喜歡麥可這樣的哥哥，自己也不會被學校中那些幼稚的猶太小孩影響。某日，莉莉安前往學校了解麥可的學業成績，很驚訝的發現，圖伊先生主動成為麥可的緊急聯絡人，而雖然麥可的許多能力指標都相當低，但其「防衛本能」卻拿了98分的成績。
隨著麥可的成績進步，學校教練表示麥可已經可以開始美式足球隊的春季訓練。圖伊家的人為了這件事到餐廳慶祝，莉莉安發現麥可基本上沒有什麼愉快的童年回憶，所以開始念童書給麥可聽，柯林絲也逐漸接受麥可成為一家人的事實。
學校的春季訓練開始了，雖然麥可身形健壯，力大無窮，但他對於攻擊別人實在是興趣缺缺，也不是很想練習；雖然在SJ的鼓勵下，麥可開始積極地鍛鍊自己，但他的表現在訓練中，卻不是很理想；某天，麥可向莉莉安表示，自己想要一張駕照，因為這樣身上就可以攜帶一個有自己名字的東西。莉莉安就帶他去申請，但卻查不到他的資料，於是莉莉安開始找尋麥可的身世，發現麥可坎坷的童年身世。莉莉安向尚提議領養麥可，尚有點無奈但仍同意了，在全家人的見證下，麥可正式加入了圖伊家族。加入家族後，麥可收到了一台卡車作為拿到駕照的禮物，有一天，麥可載著SJ去市區買遊戲，結果一不小心發生了嚴重的車禍，但麥可卻在SJ撞上安全氣囊前用手臂把SJ擋了下來。
美式足球的春季球賽快開打了，麥可還是抓不到訣竅，教練感到很苦惱，這時莉莉安來看麥可練習，直接走到球場上告訴麥可，球隊就是他的家人，在球場上他必須保護家人，就像他保護SJ一樣。麥可聽懂了莉莉安的話，開始抓到訣竅。終於第一次比賽開打了，麥可因為黑人的身分在球場上受盡欺侮，教練生氣得差點與裁判正面衝突，麥可發現教練是真心對待他，不是把他當工具，所以他開始發揮他的能力保護球隊。麥可在美式足球比賽中優異的表現，吸引了全美許多大學體育教練的目光，並提供麥可足球獎學金。但是莉莉安發現要拿到國家美式足球聯盟第一等獎學金需要2.5GPA，但麥可目前的GPA過低，跟尚討論後，請了一個家庭教師蘇小姐來指導麥可的課業。某天，當蘇小姐（為密西西比大學校友）在授課時，聊到田納西大學的醫學研究很有名，他們跟FBI合作研究人死後在土壤中分解的速度，而這些被實驗的屍骸就埋在田納西大學的體育館下，單純的麥可聽了之後就被嚇到了。
在蘇小姐的幫助下，最後麥可的GPA成績拿到2.52分，而他也選擇與密西西比大學簽約。然而，圖伊家接到一通來自美國美式足球隊聯盟的電話，要麥可接受調查。他們懷疑圖伊一家故意領養麥可，好讓這個有天份的運動員可以進入密西西比大學，為密西西比大學爭取冠軍。麥可非常錯愕腦中一片混沌，氣憤的離開調查室，出來後生氣的質問莉莉安，收留自己是不是為了密西西比的利益，莉莉安著急的想解釋，但生氣的麥可卻頭也不回的離去。
離開莉莉安的麥可想去找他的生母，卻遇到從前認識的地痞流氓，他們哄騙麥可跟他們一起聊天，實際上是想對圖伊家企圖不軌，看出他們惡念的麥可，想離開該處，卻發生嚴重衝突。莉莉安在家裡自責沒攬住麥可，擔心麥可的安危，擔心他一去不回，也檢討自己是否把自身的想法強加在麥可身上。
第二天莉莉安著急的在赫特村找尋麥克，遇到那群流氓放話要麥可小心一點，莉莉安憤怒的對他們說，如果他們敢對自己的兒子出手，她絕對不會放過他們的。麥可打電話給莉莉安，告訴她自己在洗衣店，莉莉安找到麥可後，告訴他，他應該要自行選擇人生的道路，但無論什麼決定她都會全力支持，麥可明白了莉莉安的真心。麥可回到了偵查室，告訴調查員他之所以選擇密西西比的原因，是因為他的家人都曾在該校就讀。最後，麥可取得美式足球獎學金，進入密西西比就讀，在圖伊一家人送麥可到學校之後，莉莉安很開心，感謝上帝讓她遇見麥可，也感謝上帝讓麥可遇見他們一家。

## 演员
- 桑德拉·布洛克（Sandra Bullock） 饰 莉莉安·圖伊（Leigh Anne Tuohy）
- 蒂姆·麦格罗（Tim McGraw） 饰 尚·圖伊（Sean Tuohy）
- 凯西·贝兹（Kathy Bates） 饰 蘇小姐（Miss Sue）
- 昆东·亚伦 （Quinton Aaron） 饰 麥可·奥赫（Michael Oher）
- 莉莉·柯林斯（Lily Collins） 饰 柯林斯·圖伊（Collins Tuohy）
- 杰·海德 （Jae Head） 饰 "S.J."圖伊二世（Sean "S.J." Tuohy, Jr.）
- 雷·迈克金农（英语：Ray McKinnon (actor)）（Ray McKinnon） 饰 柯顿教练（Coach Cotton）
- 金·迪肯斯（Kim Dickens） 饰 博斯维尔夫人（Mrs. Boswell）
- 安德莱内·列诺斯（Adriane Lenox） 饰 丹尼斯·奥赫（Danise Oher）
- 艾迪·梅斯（Eaddy Mays） 饰 伊莱恩（Elaine）
- 凯萨琳·戴尔（Catherine Dyer） 饰 史密斯夫人（Mrs. Smith）

## 評價
爛番茄新鮮度66%，基於197條評論，平均分為6.1/10，而在Metacritic上得到53分，IMDB上得7.7分，獲得普遍好評。

## 荣誉
| 奖项和提名         | 奖项和提名         | 奖项和提名    | 奖项和提名                        |
| 奖项               | 类别               | 提名者        | 结果                              |
| ------------------ | ------------------ | ------------- | --------------------------------- |
| 奥斯卡金像奖       | 最佳女主角         | 桑德拉·布洛克 | 獲獎                              |
| 奥斯卡金像奖       | 最佳影片           | 影名          | 提名                              |
| 广播影评人协会奖   | 最佳女主角         | 桑德拉·布洛克 | 獲獎（与梅丽尔·斯特里普一同获奖） |
| 金球奖             | 剧情类最佳女主角   | 桑德拉·布洛克 | 獲獎                              |
| 美国演员工会奖     | 最佳女主角         | 桑德拉·布洛克 | 獲獎                              |
| 人民选择奖         | 最受欢迎电影女演员 | 桑德拉·布洛克 | 獲獎                              |
| 华盛顿影评人协会奖 | 最佳女主角         | 桑德拉·布洛克 | 提名                              |